# Alejandro Ángel López Samper
Alejandro Ángel López Samper, conegut pel segon cognom Samper, (Madrid, 20 de febrer de 1943) és un exfutbolista espanyol de la dècada de 1960.

## Trajectòria
Començà a destacar amb 18 anys al Ciudad Real de categoria regional madrilenya. Després jugà al CD Parque Móvil, també de categoria regional, fins que fou fitxat pel Reial Madrid Amateur, club amb el qual es proclamà campió d'Espanya amateur l'any 1965. La temporada següent ingressà al Rayo Vallecano, club en el qual romangué durant set temporades a segona divisió. L'any 1972 fou fitxat pel RCD Espanyol, on fou porter suplent durant dues temporades, a primera divisió.